# Siegfried (Antonia Baum)
Siegfried ist ein im Februar 2023 im Claassen-Verlag erschienener Roman von Antonia Baum. Es ist der vierte Roman der Autorin.

## Inhalt
Die namenlose Ich-Erzählerin kommt in ihren verschiedenen sozialen Rollen an ihre Grenzen: als Mutter ihrer Tochter Johnny, als Partnerin von Alex und in ihrem Beruf – sie ist Schriftstellerin, leidet aber gerade an einer Schreibblockade. Nachdem sie Alex eine Affäre mit ihrem Lektor Benjamin gestanden hat, begibt sie sich in eine ambulante Psychiatrie. Es folgt ein Rückblick, der ihr helfen soll zu rekapitulieren, wie sie in diese Lage gekommen ist.
Der titelgebende Siegfried ist der Stiefvater der Erzählerin, ein Bauunternehmer und Familienpatriarch, der oft beruflich unterwegs ist. Ihre Mutter kümmert sich nicht richtig um die Erzählerin, die daher viel Zeit mit ihrer streng-konservativen Stiefgroßmutter Hilde verbringt, der Mutter von Siegfried.
Die bürgerliche Herkunft der Erzählerin steht im Kontrast zur Herkunft von Alex, der in einem ostdeutschen Plattenbau aufgewachsen ist. Er arbeitet in einer Bar, möchte eigentlich an die Filmhochschule, ist aber letztlich nicht ambitioniert genug, eine entsprechende Bewerbung einzureichen.
Als die Mutter der Protagonistin eine Affäre eingeht und sich von Siegfried trennt, wird ihr das von der Erzählerin zunächst verübelt, bis sie herausfindet, dass Siegfried ihr gegenüber gewalttätig gewesen ist.

## Kritik
Die literarische Behandlung von Herkunft und Habitus wurde von der Kritik mit Werken von Daniela Dröscher und Christian Baron verglichen.

## Auszeichnungen
- 2023: Bayern-2-Wortspiele-Preis[2]

## Ausgabe
- Antonia Baum: Siegfried. Roman. Claassen-Verlag, Berlin 2023, ISBN 978-3-546-10027-4.